# Dammen (Bälinge socken, Södermanland)
Dammen är en sjö i Nyköpings kommun i Södermanland och ingår i Trosaån-Svärtaåns kustområde.